# Dorin Alicu
Dorin Alicu (* 12. Oktober 1948 in Pui/Kreis Hunedoara; † 27. Juli 2013 in Cluj-Napoca) war ein rumänischer Provinzialrömischer Archäologe und Museumsleiter.

## Leben und Wirken
Dorin Alicu wurde im Dorf Râu Bărbat der Gemeinde Pui geboren und besuchte das Lyzeum in der Stadt Lupeni. Nach seinem Abitur studierte er an der historischen Fakultät der Babeș-Bolyai-Universität Cluj. Das Studium schloss er 1972 ab. Noch im selben Jahr nahm er seine im Folgenden 41 Jahre lang, bis zu seinem Tod währende Tätigkeit für das Muzeul Național de Istorie a Transilvaniei (Nationalmuseum der Geschichte Siebenbürgens) in Cluj-Napoca auf. Dort war er wissenschaftlicher Mitarbeiter, Abteilungsleiter und archäologischer Direktor. Im Rahmen seiner Tätigkeit führte er Ausgrabungen in der Villa rustica von Chinteni, im Kastell Vețel und vor allem in der Colonia Ulpia Traiana Sarmizegetusa durch. Auf die Hauptstadt des römischen Dakiens spezialisierte er sich zusehends und wurde zum anerkannten Fachmann für deren archäologische Stätten.
1997 wurde Alicu an der Babeș-Bolyai-Universität mit der Arbeit Arhitectura romană în Dacia Superior. Amfiteatrele über römische Amphitheater in der Provinz Dacia superior unter besonderer Berücksichtigung der Arena in der Colonia Ulpia Traiana Sarmizegetusa promoviert.
Er schrieb weit über hundert Artikel in verschiedenen Fachzeitschriften, publizierte 14 Monographien und war Koordinator weiterer Publikationen.
Dorin Alicu verstarb im Alter von nur 64 Jahren.

## Schriften (Auswahl)
- (mit Emil Nemeş): Roman Lamps from Ulpia Traiana. (= BAR, International Series, 18), Oxford, 1977.
- (mit Constantin Pop und Volker Wollmann): Figured Monuments from Sarmizegetusa. (= BAR, International Series, 55), Oxford, 1979.
- (mit Hadrian Daicoviciu): Colonia Ulpia Traiana Dacica Sarmizegetusa. București, 1984,
- Opaițele romane. Ulpia Traiana Sarmizegetusa. / Die römischen Lampen. Ulpia Traiana Sarmizegetusa. București, 1994.
- (mit Sorin Cociș, Alina Soroceanu und Sorin Ilies): Small finds from Ulpia Traiana Sarmizegetusa. (= Bibliotheca Musei Napocensis, 9), Cluj-Napoca, 1994.
- (mit Adela Paki): Town planning and population of Ulpia Traiana Sarmizegetusa. Oxford, 1995,
- Ghid muzeu. Secția de istorie romană. Cluj-Napoca, 1998.
- Ulpia Traiana Sarmizegetusa. Amfiteatrul I. Monografie arheologică. Cluj-Napoca, 1997.
- (mit Adriana Rusu-Pescaru): Templele romane din Dacia (I). Cluj-Napoca,
- (mit Coriolan Opreanu): Les amphitheâtres de la Dacie romaine. Cluj-Napoca, 2000.
- (mit Ion Horațiu Crișan): Medicina la romani. Cluj-Napoca, 2003.
- Micia I. Cluj-Napoca, 2004.
- File risipite, file regăsite, 1974–2004. Cluj-Napoca, 2005.
- Die Römischen Lampen von Sarmizegetusa I. Die Funde der Jahre 1881–1976. (= Bibliotheca Musei Porolissensis, 6), Zalău, 2006.